# Roger Ljung
Roger Ljung (Lomma, 8 januari 1966) is een voormalig profvoetballer uit Zweden, die speelde als linkervleugelverdediger.

## Clubcarrière
Hij begon zijn carrière bij Lunds BK. Later vertrok hij naar Malmö FF om vervolgens uit te wijken naar Zwitserland (BSC Young Boys en FC Zürich) en Oostenrijk (Admira Wacker). Hij sloot zijn loopbaan af in 1995 bij de Duitse club MSV Duisburg, nadat hij het jaar daarvoor de landstitel had gewonnen met de Turkse grootmacht Galatasaray SK.

## Interlandcarrière
Ljung maakte deel uit van de selectie van het Zweedse elftal dat in 1994 derde werd bij het WK voetbal 1994 in de Verenigde Staten. Hij speelde in totaal 59 officiële  interlands en scoorde in totaal drie keer voor de nationale ploeg. Ljung vertegenwoordigde zijn vaderland eveneens bij de Olympische Spelen in 1988. Onder leiding van bondscoach Olle Nordin maakte hij zijn debuut op 12 januari 1988 in de vriendschappelijke wedstrijd tegen Oost-Duitsland (1-4). Andere debutanten in dat duel waren Hans Eskilsson (Hammarby IF), Hans Eklund (Östers IF), Dennis Schiller (Lillestrøm SK), Sulo Vaattovaara (IFK Norrköping), Lars Eriksson (Hammarby IF) en Stefan Rehn (Djurgårdens IF). Hij moest in die wedstrijd na 77 minuten plaatsmaken voor Peter Lönn. Ljung nam eveneens deel aan het WK voetbal 1990 en het EK voetbal 1992 in eigen land.

## Erelijst
Malmo FF
- Zweeds landskampioen

1986, 1988
- Zweeds bekerwinnaar

1986, 1989
 Galatasaray SK
- Turks landskampioen

1994